# Constantin Ludwig von Welden
Constantin Ludwig von Welden (*  28. Dezember 1771; † 31. März 1842) war ein bayerischer Gutsbesitzer und Verwaltungsbeamter.

## Leben
Constantin Ludwig war Mitglied der Adelsfamilie von Welden, die nach dem Bauernkrieg im Jahre 1582 die Herrschaft von Laupheim übertragen bekam.  Er war 1792 Hofrat des Fürstbischofs von Würzburg. 1804 trat er in bayerische Staatsdienste und wurde Direktor der obersten Justizstelle in Bamberg. Er war von 1815 bis 1832 Generalkreiskommissär des (Ober-)Mainkreises. Vom 27. Juli 1832 bis 31. Oktober 1837 war er Präsident am Oberappellationsgericht München.
Er war verheiratet mit Josepha Magdalena Franziska Walburgis Freiin von Ritter zu Grünstein, Tochter des Carl von Ritter zu Grünstein. Aus der Ehe ist die Tochter Louise (1805–1862) hervorgegangen, die mit Konstantin von Ritter zu Groenesteyn verheiratet war.